# Cresera espiritosantensis
Cresera espiritosantensis är en fjärilsart som beskrevs av Rego Barros 1958. Cresera espiritosantensis ingår i släktet Cresera och familjen björnspinnare. Inga underarter finns listade i Catalogue of Life.